# Division d'Honneur 1935-36
La Primera División de Bélgica 1935/36 fue la 36.ª temporada de la máxima competición futbolística en Bélgica.

## Tabla de posiciones
| Pos | Equipo                      | PJ | PG | PE | PP | GF | GC  | Pts | DG  | Notas                    |
| --- | --------------------------- | -- | -- | -- | -- | -- | --- | --- | --- | ------------------------ |
| 1   | Daring Club de Bruxelles    | 26 | 15 | 7  | 4  | 62 | 37  | 37  | +25 |                          |
| 2   | Standard Liège              | 26 | 16 | 2  | 8  | 67 | 39  | 34  | +28 |                          |
| 3   | Royale Union Saint-Gilloise | 26 | 14 | 4  | 8  | 64 | 37  | 32  | +27 |                          |
| 4   | Royal Antwerp FC            | 26 | 15 | 2  | 9  | 99 | 55  | 32  | +44 |                          |
| 5   | K Liersche SK               | 26 | 14 | 3  | 9  | 47 | 37  | 31  | +10 |                          |
| 6   | RFC Malinois                | 26 | 12 | 6  | 8  | 56 | 55  | 30  | +1  |                          |
| 7   | Beerschot                   | 26 | 13 | 3  | 10 | 57 | 46  | 29  | +11 |                          |
| 8   | RSC Anderlechtois           | 26 | 11 | 5  | 10 | 58 | 51  | 27  | +7  |                          |
| 9   | RFC Brugeois                | 26 | 8  | 7  | 11 | 44 | 50  | 23  | -6  |                          |
| 10  | KM Lyra                     | 26 | 8  | 5  | 13 | 52 | 73  | 21  | -21 |                          |
| 11  | White Star Woluwé A.C.      | 26 | 8  | 5  | 13 | 47 | 69  | 21  | -22 |                          |
| 12  | RC Malines                  | 26 | 7  | 6  | 13 | 53 | 66  | 20  | -13 |                          |
| 13  | RCS Brugeois                | 26 | 7  | 5  | 14 | 34 | 53  | 19  | -19 | Descenso a la Division I |
| 14  | K Berchem Sport             | 26 | 2  | 4  | 20 | 32 | 104 | 8   | -72 | Descenso a la Division I |

PJ = Partidos jugados; PG = Partidos ganados; PE = Partidos empatados; PP = Partidos perdidos; GF = Goles a favor; GC = Goles en contra; Pts = Puntos; DG = Diferencia de goles